# Vasili Smyslov
Vasili Vasílievich Smyslov (Васи́лий Васи́льевич Смысло́в) (24 de marzo de 1921-27 de marzo de 2010) fue el séptimo campeón mundial de ajedrez de la historia.
Fue uno de los jugadores más fuertes del mundo durante muchos años, ganando un gran número de torneos, pero principalmente han pasado a la historia sus épicos duelos con el sexto campeón mundial, Mijaíl Botvínnik.

## Carrera
Smyslov fue uno de los cinco jugadores seleccionados para competir en el torneo del Campeonato Mundial de Ajedrez 1948 para determinar quién sucedería al difunto Alexander Alekhine como campeón. Terminó segundo detrás de Mijaíl Botvínnik, con un puntaje de 11/20.
Con su segundo lugar en el Campeonato Mundial de 1948, Smyslov fue admitido directamente en el torneo de Candidatos de Budapest de 1950 sin necesidad de jugar en eventos clasificatorios. Smyslov anotó 10/18 por el tercer lugar, detrás de David Bronstein y Boleslavsky, que empataron en el primer lugar. El tercer lugar de Smyslov lo calificó para el torneo de Candidatos. Fue galardonado con el título de Gran Maestro Internacional en 1950 por la FIDE en su lista inaugural.
Después de ganar el Torneo de Candidatos en Zürich en 1953, con 18/28, dos puntos por delante de Paul Keres, Bronstein y Samuel Reshevsky, Smyslov jugó un encuentro con Botvinnik por el título al año siguiente. Ubicado en Moscú, el encuentro terminó en empate, después de 24 juegos (siete victorias cada uno y diez empates), lo que significa que Botvinnik retuvo su título.

## Campeón mundial
Smyslov volvió a ganar el Torneo de Candidatos en Ámsterdam en 1956, lo que condujo a otro campeonato mundial contra Botvinnik en 1957. Asistido por los entrenadores Vladimir Makogonov y Vladimir Simagin, Smyslov ganó con el marcador 12½ – 9½. Al año siguiente, Botvinnik ejerció su derecho a una revancha y ganó el título con un puntaje final de 12½ a 10½. Smyslov luego dijo que su salud sufrió durante el encuentro de revancha, ya que contrajo neumonía, pero también reconoció que Botvinnik se había preparado muy a fondo. En el transcurso de los tres encuentros por el Campeonato Mundial, Smyslov había ganado 18 juegos contra los 17 de Botvinnik (con 34 empates) y sin embargo solo fue campeón durante un año. No obstante, Smyslov escribió en su colección de juegos autobiográficos "Los mejores juegos de Smyslov": "No tengo motivos para quejarme de mi destino. Cumplí mi sueño y me convertí en el séptimo campeón mundial en la historia del ajedrez".

## Legado
En 1984 Smyslov batió todos los récords de longevidad deportiva (quizás solo Lasker y Korchnói puedan comparársele en este aspecto) al enfrentarse a Gari Kaspárov en la final de candidatos al título mundial con 63 años (mientras que su rival acababa de cumplir 21). Kaspárov ganó este encuentro y posteriormente se proclamaría campeón de mundo.
Además de un gran ajedrecista, fue un destacado barítono. Llegó a decir que su vida era "mitad ajedrez, mitad cantar". Durante los torneos a veces ofrecía recitales, siendo ocasionalmente acompañado al piano por otro gran maestro artista: Mark Taimánov.
A pesar de su efímero reinado, la influencia de Smyslov en el ajedrez ha sido extensa y profunda. Era especialmente fuerte en las posiciones tranquilas y en los finales (aunque tampoco le faltaba visión táctica en absoluto), e inventó o revivió gran cantidad de sistemas de apertura que aún hoy perviven (y algunos de ellos llevan su nombre).
Falleció en un hospital de Moscú, a los 89 años, el 27 de marzo de 2010, a causa de complicaciones cardiorrespiratorias.